# Mireille Delunsch
Mireille Delunsch (Mulhouse, 2 novembre 1962) è un soprano francese.

## Biografia
Nata a Mulhouse, ha studiato musicologia e canto al Conservatorio di Strasburgo. Il suo debutto è stato all'Opéra national du Rhin di Mulhouse, nel Boris Godunov di Musorgskij.
Il suo repertorio è ampio, dall'opera barocca alle canzoni d'arte del XX secolo, con un'attenzione particolare per la musica francese. È nota per le opere che ha cantato sotto la direzione del direttore d'orchestra francese Marc Minkowski.

## Incisioni
Tra le opere che Delunsch ha registrato con Minkowski ci sono:
- La dame blanche di Boïeldieu (1996, pubblicata nel 1997, EMI Classics) - Jenny
- Armide di Gluck (1996, pubblicata nel 1999, Archiv) - Armide
- Dardanus di Rameau (1998, pubblicata nel 2000, Archiv) - Vénus
- Ifigenia in Tauride di Gluck (1999, pubblicata nel 2001, Archiv) - Iphigénie
- Orphée et Eurydice (French version) di Gluck (2002, pubblicata nel 2004, Archiv) - Eurydice

### Trasmissione TV/DVD
- L'incoronazione di Poppea di Monteverdi (2000, DVD) - Poppea
- Die Fledermaus di Johann Strauss II (2001, DVD) - Rosalinde
- Platée di Rameau (2002, DVD)  - La Folie & Thalie
- Gala Jean-Philippe Rameau - Concert du 20ème anniversaire des Musiciens du Louvre (2003, TV)

### Other recordings
- Herminie di Hector Berlioz, diretta da Philippe Herreweghe (1995, Harmonia Mundi)
- Elettra di Richard Strauss diretta da Friedemann Layer (1995, pubblicata nel 2001, Naïve) - Fünfte Magd
- Pelléas et Mélisande di Claude Debussy diretta da Jean-Claude Casadesus (1997, Naxos Records) - Mélisande
- Complete Songs di Henri Duparc (2000, Timpani)
- Cantates de Rome di Maurice Ravel (2000, EMI Classics), diretta da Michel Plasson
- Les deux journées di Luigi Cherubini, diretta da Christoph Spering (2002, Opus 111)
- Fisch-Ton-Kan di Emmanuel Chabrier, diretta da Roger Delage (1992, Arion)

La Delunsch è apparsa anche in una serie di trasmissioni di opera in televisione.